# Третья книга Ездры
Тре́тья кни́га Е́здры (Э́зры) (древнее надписание книги: Αποκάλυψις Εσδρά или Προφητεία, то есть откровение или пророчество Ездры) — неканоническая ветхозаветная книга славянской Библии и русского Синодального библейского перевода.

## Размещение
В Клементинской Вульгате помещалась в приложении с названием — четвёртая книга Ездры, но отсутствует в Новой Вульгате.
Отсутствует в Септуагинте и в современной греческой Библии. В протестантизме не входит в Ветхий Завет, называется второй книгой Ездры. В Библии короля Якова располагалась в отдельном отделе до 1885 года. В иудаизме, католицизме и протестантизме относится к апокрифическим книгам.

## Оригиналы
Написана на древнегреческом или древнееврейском языке, не имеет ни еврейского, ни полного греческого текста (сохранились лишь отрывки текста).
В настоящее время известна лишь по переводам на латинский (основной источник), сирийский, эфиопский, арабский и армянский языки.
На коптском языках также сохранились лишь отрывки текста.
В славянской и русской Библиях переведена с латинского.
Относится к еврейской апокалиптической литературе.

## Цитирования
Перефразированная цитата из этой книги (1:30) содержится в словах Христа в Евангелии от Луки (Лк. 13:34) и в Евангелии от Матфея (Мф. 23:37); либо, наоборот, сама Третья книга Ездры пересказывает фразу из Евангелий.

## Краткое содержание
Содержание основной части: после разрушения Второго иудейского Храма в Иерусалиме римлянами императора Тита (70 год н. э.) автор текста — очевидец катастрофы — задаётся поиском смысла царящих бедствий, а также ищет утешение и надежду в будущем. Автор выводит на сцену Ездру (Эзру), который 30 лет спустя после разрушения Первого храма (587 год до н. э.), подавленный бедствиями своего народа, задаётся мучительными вопросами, на которые откликаются архангелы Уриил и Иеремиил. Вызванные ими аллегорические видения Ездры считались пророческими.

## Авторство
На книгу Ездры ссылается в своём произведении «Строматы» (II век) Климент Александрийский, который приводит буквальную цитату из стиха 5:35 и указывает, что это слова пророка Ездры.
С конца XIX века исследователями считается, что книга называется так не потому, что Ездра был автором книги, а так как он является основным действующим лицом, которому архангелом Уриилом были открыта будущая судьба еврейского народа.

## Время написания
Книга по существу состоит из двух частей, которые различаются по времени написания: основная часть (главы III—XIV составляют так называемую книгу «Ездра IV») и остальные главы: I—II и XV—XVI, которые, как считается, имеют более позднее происхождение.

### Гипотезы о дохристианском происхождении глав III—XIV
Согласно Толковой Библии издания преемников А. П. Лопухина, изучение текста основной части книги позволяет говорить, что религиозное миросозерцание автора обнаруживает типические признаки иудейского миросозерцания времени после Вавилонского плена. По представлению автора:
- в Израиле (ישראל — буквально: Богоборец[12]) сосредоточен весь смысл мировой истории;
- ради Израиля сотворён мир, его же исключительным достоянием будет благо будущего века (6:55; 7:11);

При всей безотрадности своего взгляда на греховность человеческой природы, автор:
- ни на минуту не отрешается от веры в значение Моисеева закона (9:37);
- законную праведность ставит очень высоко (12:7).

Задачей Мессии автор считает только:
- освобождение избранного народа от чужеземного ига,
- истребление врагов израильского народа,
- учреждение четырёхсотлетнего царства в Иерусалиме, где праведники будут наслаждаться не только духовными, но и чувственными благами.

Мессия подлежит закону смертности, как и всякий человек, и его смерть не имеет никакого значения для человечества вообще (7:29). Последний суд является делом исключительно одного Творца вселенной (5:56 — 6:6).
В виду всего этого, согласно Толковой Библии издания преемников А. П. Лопухина, с достоверностью можно полагать, что основная часть книги написана в дохристианское время.

### Гипотезы о христианском происхождении
Так как произведение по своему содержанию напоминает сирийский апокалипсис Варуха, то некоторые исследователи считали оба апокалипсиса произведениями одного автора, во всяком случае, оба они написаны в одно и то же время. Так как орёл в пятом видении, по мнению авторов ЕЭБЕ, символизирует Римскую империю и под тремя головами орла подразумеваются римские императоры Веспасиан, Тит и Домициан, то книга, предполагают они, написана в последнюю четверть I века.
В главах I—II и XV—XVI встречаются выражения, упоминаемые и в Евангелиях — «Царство Небесное», «геенна» и другие), потому некоторые исследователи относят происхождение этой части к началу христианской эры.
По мнению Луи Буйе книга «уже содержит учение о первородном грехе, настолько близкое к тому, которое апостол Павел изложил в пятой главе Послания к Римлянам, что это место принимали даже за христианскую вставку. Более вероятно, что эта аналогия объясняется общим источником, в особенности если этот апокалипсис вышел из окружения Гамалиила…».

## Именование
Единого именования книги не существует. В приложении к Вульгате она называется «Четвёртой книгой Ездры» (Книга Неемии называется «Второй книгой Ездры»). Сам же текст начинается со слов: «Вторая книга Ездры пророка, сына Сераии…» (1:1). В русском переводе именуется Третьей книгой Ездры. В протестантизме именуется «Второй книгой Ездры», но у протестантов не входит в Ветхий Завет.

## Состав и содержание
Помимо названия нет единого расположения глав. В Вульгате главы с III по XIV русской и славянской Библии составляют первую часть (так называемая «Эзра IV»), а главы I, II, а также XV и XVI — вторую (носят явные следы позднейших прибавлений христианскими авторами и имеют отдельные заглавия — «Ездра / Эзра V» и «Эзра VI»).
Эзра IV — одна из наиболее содержательных еврейских апокалиптических книг. Как доказано Велльгаузеном и окончательно подтверждено Гункелем, оригинал был написан по-еврейски и потом переведён на греческий; оба эти текста утеряны; с греческого были сделаны переводы на латинский, сирийский, эфиопский, арабский, грузинский и армянский языки; в армянской версии имеются большие отступления от прочих переводов.
После катастрофы, постигшей еврейский народ в 70 году н. э., её очевидец, автор апокалипсиса, пытается объяснить себе смысл этого бедствия и в соображениях общечеловеческого характера найти некоторое утешение и надежду на будущее. Автор выводит на сцену Ездру, который 30 лет спустя после разрушения Первого храма, подавленный бедствиями своего народа, мучается над разрешением вопросов: зачем Бог обрёк людей на грехи и страдания, зачем зло существует на свете, и зачем дан человеку разум, чтобы сознавать свои муки? В безусловной вере в Божественную справедливость и надежде на пришествие Мессии автор находит ответ на эти вопросы и утешение. Эзра IV состоит из 7 частей, или «видений»:
- первые три трактуют об общерелигиозных проблемах,
- следующие 3 имеют эсхатологический характер,
- в последней части рассказывается ο составлении этого апокалипсиса и смерти Ездры[8].

### Глава I
Ездра сообщает свою родословную, затем обличает народ Божий, находящийся в персидском плену, за те прегрешения против Бога, который они сотворили, при этом кратко пересказывая благодеяния и чудеса, сотворённые Господом. Затем он сообщает, что в наследие иудеям войдут некие грядущие люди «…которые, не слышав Меня, уверуют, которые, хотя Я не показывал им знамений, исполнят то, что Я заповедал» (1:35). В конце главы приводится перечисление всех малых пророков, которые будут вождями этого народа.

### Глава II
Ездра продолжает пророчествовать и обличать иудеев. Затем он вновь вспоминает о язычниках, к которым должен прийти Пастырь и Спаситель, который есть Сын Божий. В тексте имеются очевидные параллели с Откровением Иоанна Богослова, например 2:40 и Откр. 7:9.

### Глава III
Начало так называемого Апокалипсиса Ездры (Эзра IV). Тридцатый год по разрушении Иерусалима. Пророк лежит на своём ложе и сетует, что Иерусалим разрушен, а иудеи уведены в плен к язычникам:

 ибо я видел, как Ты поддерживаешь сих грешников и щадишь нечестивцев, а народ Твой погубил, врагов же Твоих сохранил и не явил о том никакого знамения. Не понимаю, как этот путь мог измениться. Неужели Вавилон поступает лучше, нежели Сион?  Или иной народ познал Тебя, кроме Израиля? или какие племена веровали заветам Твоим, как Иаков? 
— 3Езд. 3:30-32

### Глава IV

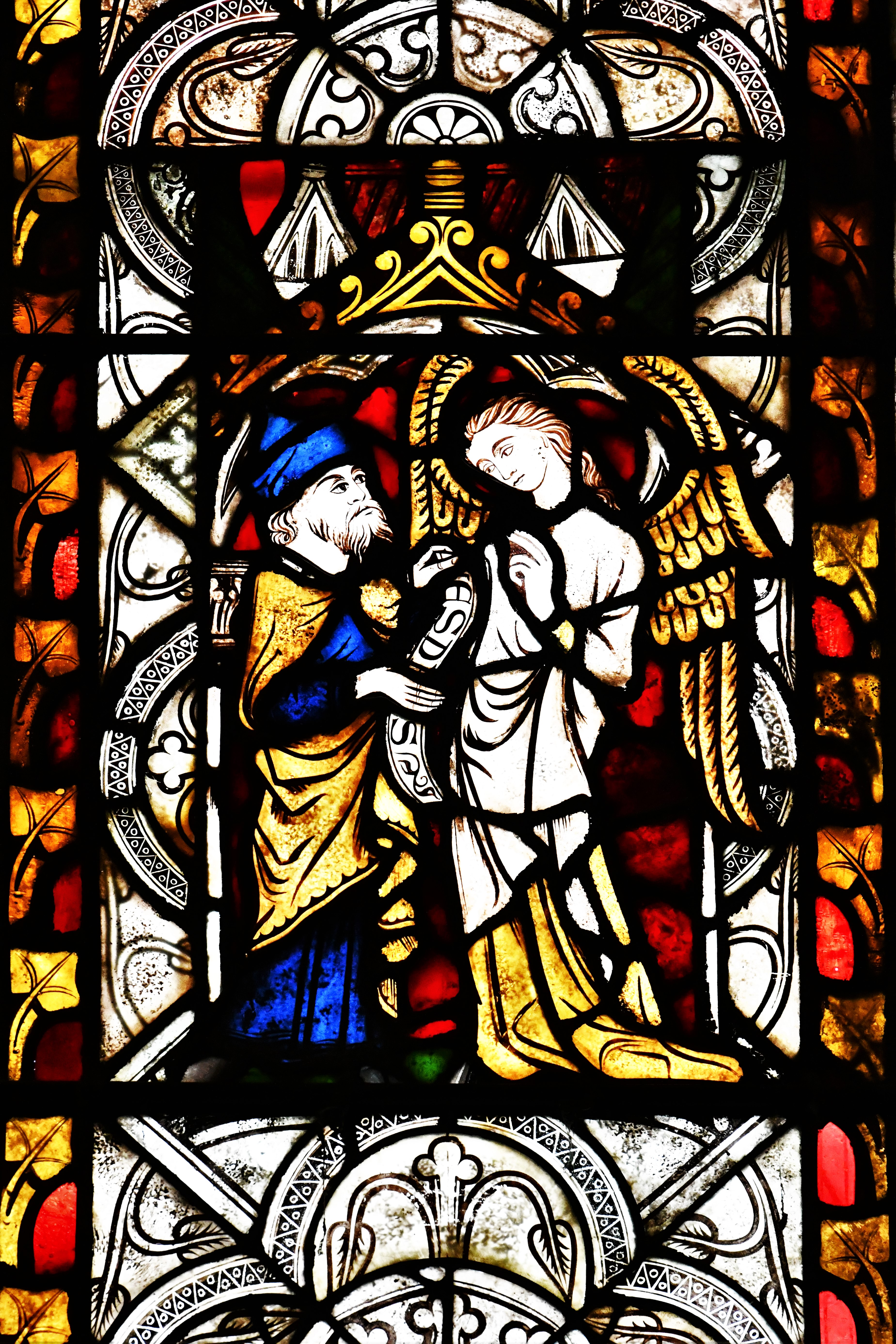
Архангел Уриил с Эсдрасом; средневековый витраж, Церковь Святого Михаила и Всех Ангелов, Кингсленд, Херефордшир.

В ответ на стенания Ездры к нему сперва является Ангел Уриил, а затем Архангел Иеремиил, которые предлагают ему дать ответ на аллегорические вопросы и демонстрируют некие видения (–52).

## Переводы
- Синодальный перевод, 1876
- Перевод в «Толковой Библии» А. П. Лопухина (Петербург, 1904)
- Перевод в «Брюссельской» Библии (Брюссель, 1973)
- Перевод с учётом стихов, сохранившиеся в Амьенском манускрипте.
- Перевод, загруженный в Викитеку (компиляция нескольких переводов)